# Benjaminia whitei
Benjaminia whitei är en stekelart som beskrevs av David B. Wahl 1989. Benjaminia whitei ingår i släktet Benjaminia och familjen brokparasitsteklar. Inga underarter finns listade.